# Мнемосина
Мнемози́на, Мнемоси́на (др.-греч. Μνημοσύνη) в древнегреческой мифологии — богиня, олицетворявшая память, титанида, дочь Урана и Геи (либо Зевса и Климены).
Мать Муз, рождённых ею от Зевса (Эвтерпа, Клио, Талия, Мельпомена, Терпсихора, Эрато, Полигимния, Урания, Каллиопа) в Пиерии. Зевс соблазнил её в образе пастуха. Девять ночей к ней на ложе восходил Зевс; она родила Муз в Пиерии. Её называют «царица высот Элевфера» (Гесиод).
Согласно сообщению Павсания, в Лейбадее (Беотия), вблизи пещеры Трофония, находились два источника: Леты (забвения) и Мнемосины (памяти).
В беотийской Лейбадее (Беотия) при оракуле Трофония был источник Леты (Забвение), из которого пили воду намеревавшиеся вопросить бога, и источник Мнемозины (Память), из которого пили уже получившие ответ. Здесь же стоял трон Мнемозины, которая, по верованию молящихся, помогала удерживать в памяти виденное и слышанное Павсания (IX 39, 8).
Мнемозина почиталась и обыкновенно изображалась вместе с музами. Богиня Мнемосина, персонифицированная память, сестра Кроноса и Океана — мать всех муз. Она обладает Всеведением: согласно Гесиоду (Теогония, 32 38), она знает «всё, что было, всё, что есть, и всё, что будет». Когда поэтом овладевают музы, он пьёт из источника знания Мнемосины; это значит, прежде всего, что он прикасается к познанию истоков, начал.

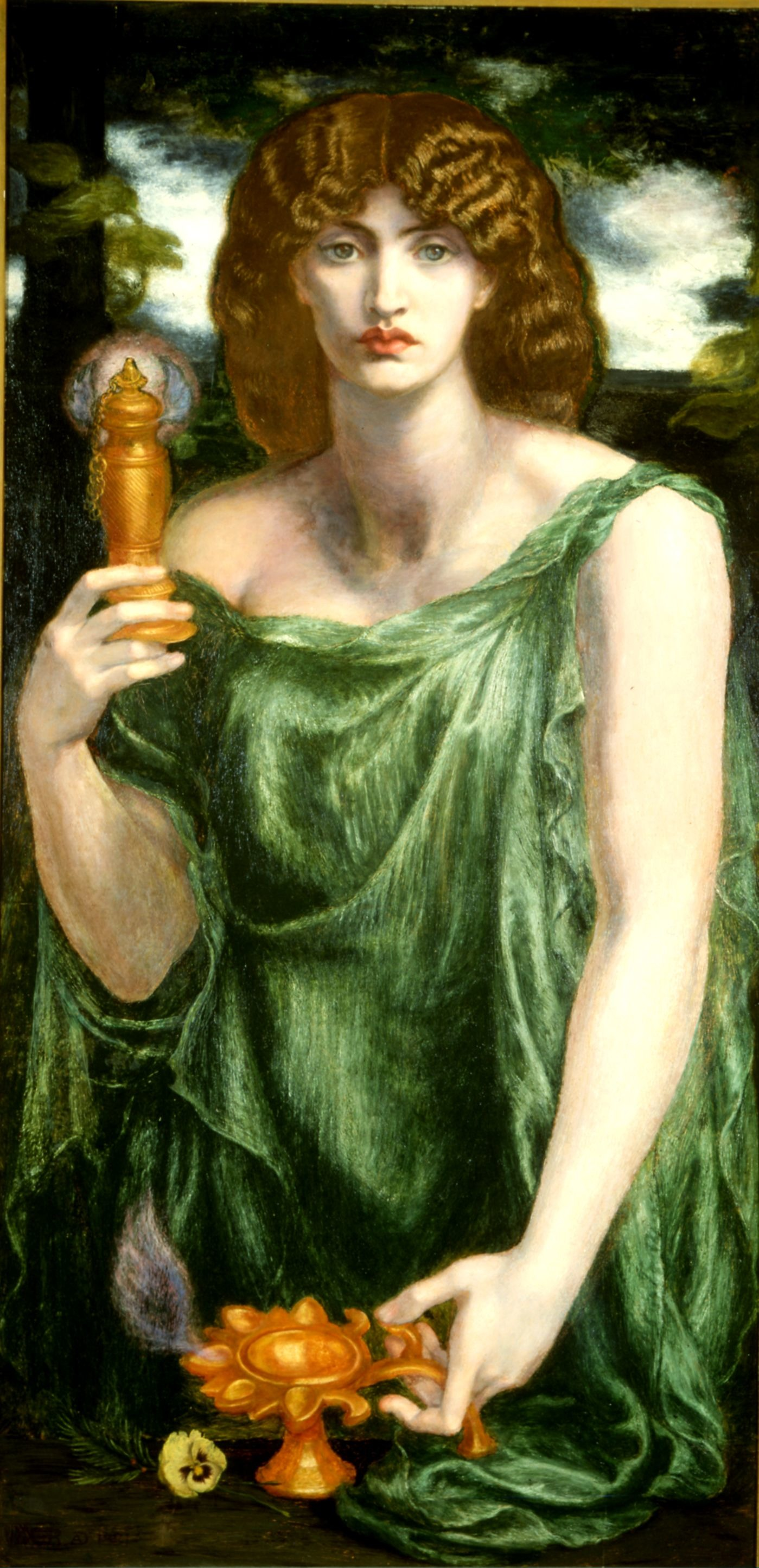
Д. Г. Россети. Мнемосина. Ок. 1880 г.

В истолковании она открыла способ рассуждать и определила для всего сущего порядок названий. Ей посвящён LXXVII орфический гимн.
В честь Мнемозины назван астероид (57) Мнемозина, открытый в 1859 году.